# 马肖·达努维尔

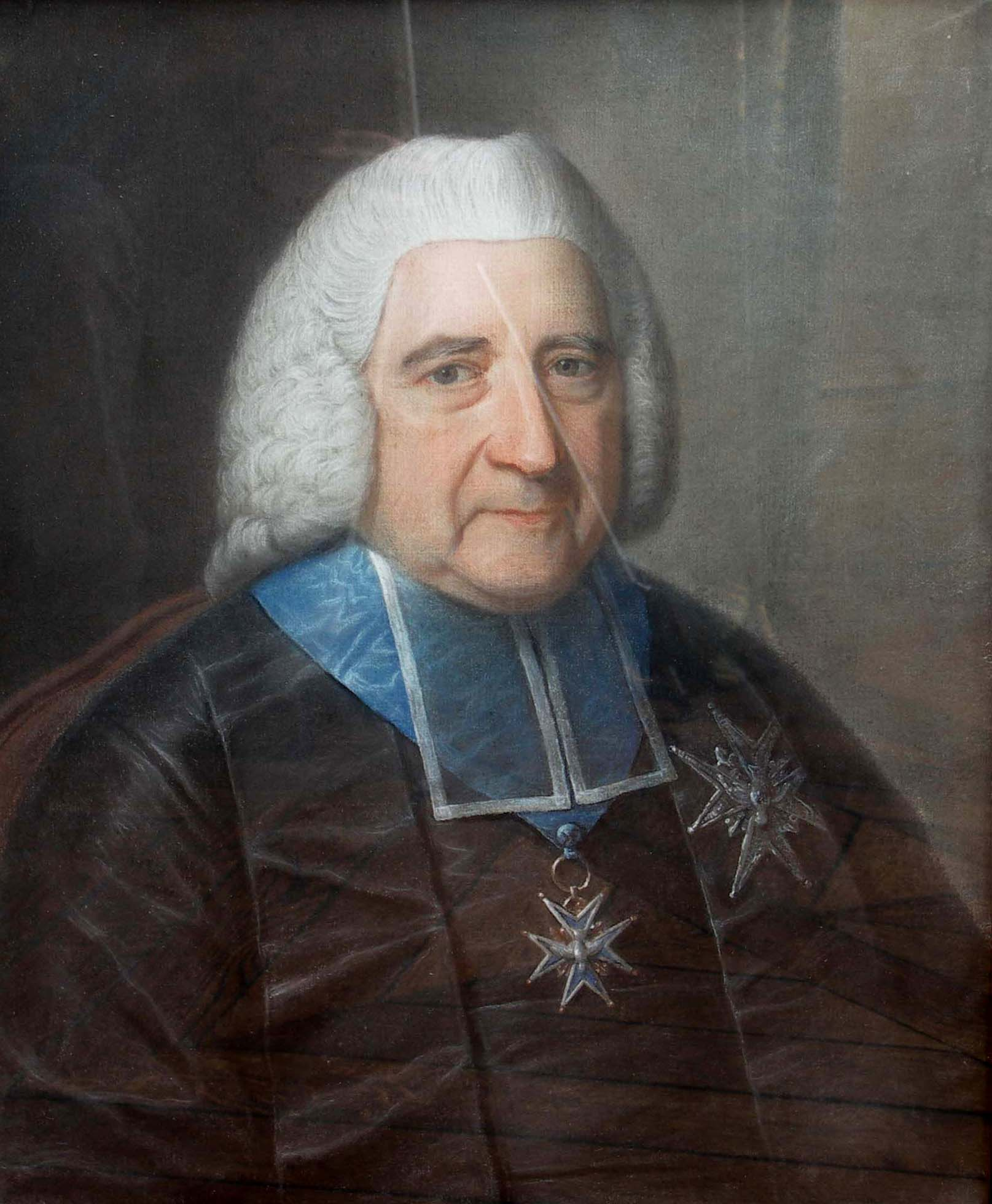

让·巴蒂斯特·德·马肖·达努维尔（Jean-Baptiste de Machault d'Arnouville，1701年12月13日—1794年7月12日）法国政治家。1721年任职巴黎高等法院。1745年担任财政大臣，由于发现奥地利王位继承战争后弗勒里的财源被耗尽，马肖·达努维尔发明了新的税种，对所有人的财产征收二十分之一税，最后改革失败导致法国政府濒临破产。